# کوچین هانیفا
کوچین هانیفا (انگلیسی: Cochin Haneefa؛ ۲۲ آوریل ۱۹۵۱ – ۲ فوریهٔ ۲۰۱۰) کارگردان، فیلم‌نامه‌نویس و هنرپیشه اهل کشور هند بود. وی بین سال‌های ۱۹۷۲ تا ۲۰۱۰ میلادی فعالیت می‌کرد. از فیلم‌هایی که وی در آن نقش داشته است می‌توان به بلندگو، بیگانه، سروزیر، گاهی نه گاهی، بین من و تو، آبهیمانیو، وجد، فقط تماشا، شکارچی، تاچولی وارگیس چکاور، بازی با درگیری، چاندرا لکها، به آرامی، به آرامی، شهر مدرس، رودخانه بزرگ، راه شیری، خنده طولانی، شهروند، پرونده جرم و سیواجی اشاره کرد.